# Węgorki, Tỉnh West Pomeranian
Węgorki [vɛnˈɡɔrki] là một khu định cư ở khu hành chính của Gmina wieszyno, thuộc hạt Koszalin, West Pomeranian Voivodeship, ở phía tây bắc Ba Lan. Nó nằm khoảng 8 kilômét (5 mi)   phía nam wieszyno, 14 km (9 mi) phía nam Koszalin và 127 km (79 mi)     về phía đông bắc của thủ đô khu vực Szczecin.
Trước năm 1945, khu vực này là một phần của Đức. Đối với lịch sử của khu vực, xem Lịch sử của Pomerania.
Khu định cư có dân số 28 người.